# Суздальське князівство
Су́здальське князі́вство — територіально-адміністративне утворення часів феодальної роздрібненості з центром у місті Суздаль.

## У складі Ростовської землі Русі (до 1125)

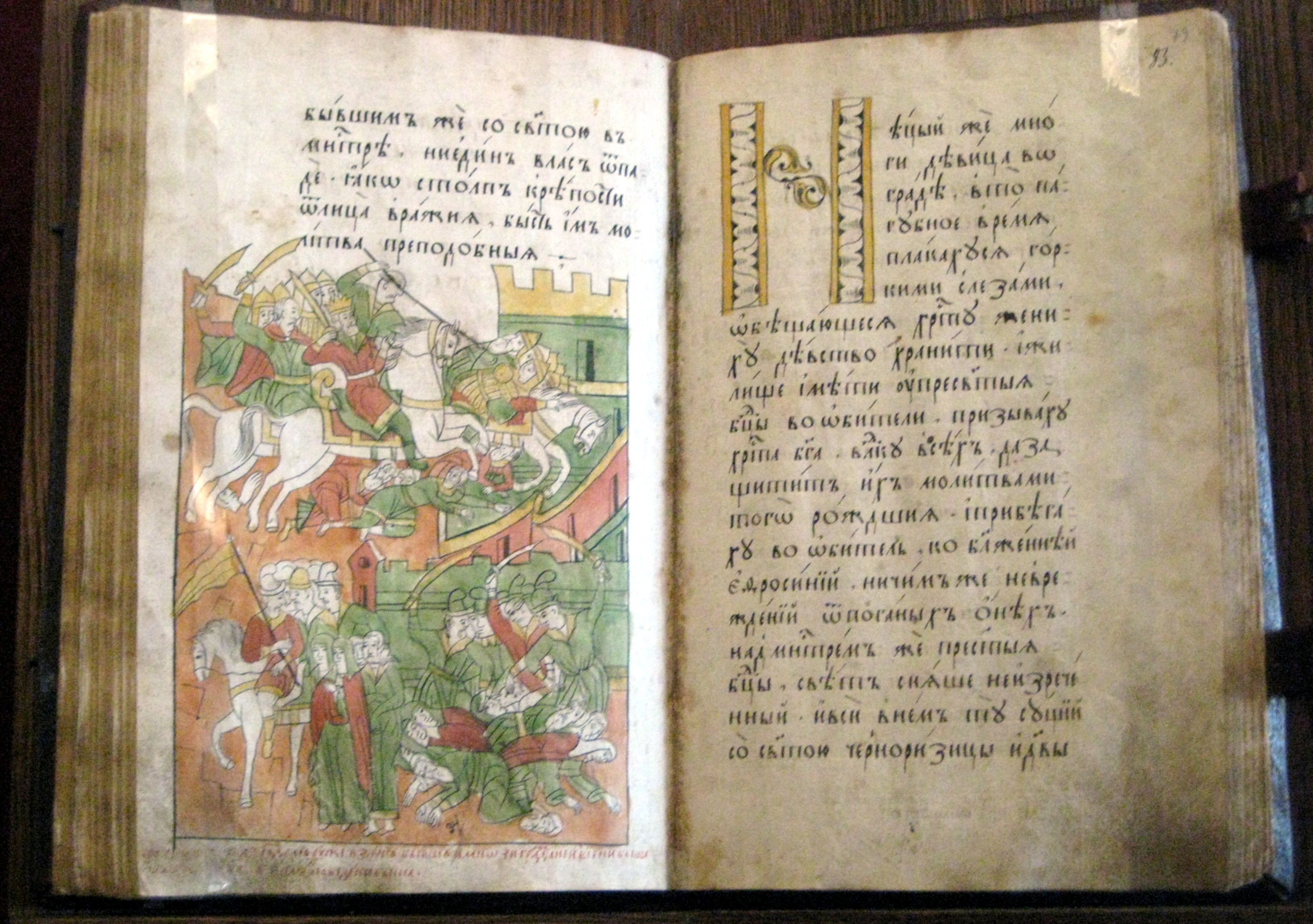
Взяття Батиєм Суздаля в 1238 році. Мініатюра з «Житія Єфросинії Суздальської» XVI сторіччя. Список XVIII століття.

Суздаль вперше згадується в літописі за 1024 рік. Перше сторіччя свого існування вона була центром волості, спочатку київських, потім переяславських князів; князі в ньому не мешкали й для управління залишали намісника.

## Суздальське князівство (1125—1157)
Після розділу Русі між синами Володимира Мономаха 1125 року Ростовська земля відійшла Юрію Долгорукому, який переніс до Суздалі центр князівства, що в літературі часто називається Ростовсько-Суздальським .
Син Юрія Андрій Боголюбський 1157 року переніс столицю Суздальського князівства до Владимира-на-Клязьмі, тому князівство отримало назву Владимирського, яке за його правління стало Великим Владимирським князівством. Переможець у боротьбі за владу після загибелі Андрія його молодший брат Всеволод Юрійович Велике Гніздо побудував у Суздалі фортецю й декілька храмів.

## Суздальське князівство (1216—1218)
Зі смертю Всеволода Суздаль перейшла до його сина Юрія і деякий час (1216–1218) була центром окремого Суздальського князівства, яке потім знову увійшло до складу Великого Владимирського князівства.

## Суздальське князівство відновлене в Орді (1238—1350)
У перших числах лютого 1238 року Суздаль була спалена ханом Батиєм, а його околиці розорені.
Від 1238 року Суздальським князівством правив Святослав Всеволодович, який 1246 року став Великим князем Владимирським після загибелі Ярослава Всеволодовича. Після смерті Святослава Всеволодовича 1252 року Великий Владимирський князь Олександр Невський віддав Суздальське князівство своєму братові Андрієві Ярославичу, і воно стало спадковим володінням його нащадків. 1257 року монголи провели перепис у Суздалі і поставили в ньому баскаків для збирання податей, що викликало повстання 1262 року. Після смерті Андрія Ярославовича у 1264 році в Суздалі правили його сини.
Після смерті великого князя владимирського й московського Івана Калити Узбек-хан 1341 року віддає Нижній Новгород, Городець та Унжу у володіння суздальському князю Костянтину Васильовичу, молодшому братові колишнього великого владимирського князя Олександра Васильовича.

## (Суздальсько)-Нижньогородське князівство (1350—1392)
Суздальський князь Костянтин Васильович 1350 року переніс свою резиденцію до Нижнього Новгорода, підкорив своїй владі значну частину мордовських земель, заселив їх слов'янськими поселенцями і значно розширив межі князівства.
Нижньогородська держава, що тепер включало міста Нижній Новгород, Суздаль, Городець, Бережець, Юр'євець і Шую, у літературі відома як Нижньогородсько-Суздальське князівство, що проіснувало лише 42 роки.
1389 року Велике князівство Володимирське поглинуте Великим князівством Московським. 1392 році московське військо бере Нижній Новгород; одночасно, з Суздальського престолу скидає останнього Суздальського князя Симеона Дмитровича, який помер у В'ятці 1402 року.
Від цього часу в Нижньому Новгороді і Суздалі правили московські намісники, а нащадки суздальських і нижньогородських князів частково служили при дворі Великого московського князя, і частково перебували в Орді.

## Суздальське князівство (1433—1446)
Під час боротьби Василя Васильовича Темного з Юрієм Дмитровичем за престол великого князя Московського, його синами, правнуками Дмитра Костянтиновича, Василю і Федору Юрійовичам Шуйським вдалося у 1433—1434 роках відновити самостійне Суздальське князівство. Після перемоги над Дмитром Юрійовичем Шемякою в 1446 році Василь Васильович зажадав від них повного підпорядкування своїй владі й позбавив права зноситися з Ордою, внаслідок чого Костянтиновичі назавжди залишили Суздаль.

## Список суздальських князів
- Юрій Долгорукий (1125—1149);
- Василько Юрійович (1149—1151);
- Юрій Долгорукий (1151—1155);
- Святослав Всеволодович (1238—1252);
- Андрій Ярославович (1252—1264);
- Юрій Андрійович (1264—1279);
- Михайло Андрійович (1279—1305);
- Василь Михайлович (1305—1309);
- Олександр Васильович (1309—1331);
- Костянтин Васильович (1331—1341, потім Нижньогородський);
- Дмитро Костянтинович (1355—1365, потім Нижньогородський);
- Борис Костянтинович (1383—1392).